# Папуга-довгокрил жовтоплечий
Папуга-довгокрил жовтоплечий (Poicephalus meyeri) — вид папугоподібних птахів родини папугових (Psittacidae). Поширений в Африці.

## Поширення
Ареал поширення включає центральну та східну частини Африки. Поширений переважно в Анголі, Чаді, Центральноафриканській Республіці, Судані, Ефіопії, Кенії, Замбії, Зімбабве, Мозамбіку та ПАР. Живе у лісах міомбо, лісистих саванах, галерейних лісах і культивованих територіях до 2200 метрів над рівнем моря.

## Опис
Компактний і рухливий птах, завдовжки близько 22 см; голова, верх і груди попелясто-коричневі; жовта лобова смуга різної довжини залежно від підвиду та особини; горб і черево синювато-зеленуваті; жовті плечі, стегна і пахви; чорний дзьоб, сірі ноги і оранжево-червона райдужка.

## Підвиди
Має шість визнаних підвидів:
- Poicephalus m. meyeri (Cretzschmar, 1827) — поширений в Ефіопії, Чаді, Центральноафриканській Республіці та Судані.
- Poicephalus m. saturatus (Sharpe, 1901) — поширений в Уганді, Кенії та Танзанії. Аквамариновий колір грудей більш блакитний і блідий.
- Poicephalus m. matschiei (Neumann, 1898) — від Танзанії до південно-східного Заїру, Малаві, Замбії та східної Анголи. Цей підвид має більш блакитний відтінок в зеленій зоні основного виду.
- Poicephalus m. tranvaalensis (Neumann, 1898) — в південній Замбії, Зімбабве та північному Трансваалі. Він менший за розміром і з більш помітним блакитним забарвленням, ніж у Poicephalus m. matschiei.
- Poicephalus m. reichenowi (Neumann, 1898) — ендемік Анголи. Він більший за Poicephalus m. matschiei, але не має жовтого кольору на тімені.
- Poicephalus m. damarensis (Neumann, 1898) — невелика популяція в північній Намібії, північній Ботсвані та південно-західній Анголі.

## Спосіб життя
Він віддає перевагу галерейним лісам, які не надто густі, і в основному лісистим місцевостям уздовж водотоків, але також зустрічається в обсаджених деревами саванах, особливо там, де є велика кількість акацій, і на культивованих ділянках, якщо вони не надто далеко від води. Ночує в дуплах дерев уздовж водотоків і щовечора літає одним і тим же маршрутом від місць живлення до місця відпочинку. Харчується насінням, горіхами, ягодами та інжиром. Репродуктивний період триває з червня по грудень; однак гніздування спостерігалося в Зімбабве в період з березня по травень. Самиця відкладає 3-4 яйця з інтервалом зазвичай в 2 дні і починає насиджувати після відкладання другого яйця. Вилуплення відбувається через 30 днів інкубації; молодняк оперяється у віці 8-11 тижнів.